# Carrollton (Texas)
Pour les articles homonymes, voir Carrollton.
Carrollton est une ville du Texas située dans les comtés de Dallas, Collin et Denton, aux États-Unis. Au recensement de 2010, sa population est de 119 097 habitants, faisant de la ville la 23e la plus peuplée du Texas. Carrollton est une banlieue de Dallas et a été nommé en 2006 Top 100 Places to Live par Relocate America. La même année, Carrollton est sélectionnée comme étant la 19e ville la plus agréable des États-Unis par le magazine Times et 15e selon Money.
Carrollton fait partie de l’agglomération de Dallas-Fort Worth.

## Histoire
Le territoire actuel de Carrollton a premièrement été occupé par Jared Ford en 1842 ainsi que William et Mary Larner. En 1844, la famille d'A. W. Perry réclama les terres autour de Trinity Mills, où, en partenariat avec Wade H. Witt, un moulin est construit.
Le nom de Carrollton vient de la ville d'origine des premières familles qui se sont installées sur le territoire. Les propriétaires terriens comme les familles Furneaux, Jackson, Morgan et Rowe venaient de Carrollton (Illinois).
Très tôt, Carrollton se concentre sur l'agriculture mais la construction de la ligne de chemin de fer Dallas-Wichita Railroad à travers Trinity Mills en 1878 permet à la ville de s'industrialiser. L'influence de la ligne est renforcée lorsque le chemin de fer est étendu jusqu'à Denton en 1880 par Jay Gould qui vend la ligne Missouri-Kansas-Texas Railroad (baptisée "The Katy") en 1881. En 1885, Carrollton dispose de quatre moulins à farine, d'égreneuses de coton, de deux églises, d'une école pour une population de 150 habitants. Le St. Louis Southwestern Railway (The Cotton Belt) croisait le Katy en 1888. La ville devient une zone de navigation pour les marchés aux bestiaux, le coton, les graines, lui permettant de supplanter Trinity Mills au nord.
En 1913, Carrollton est officiellement incorporée et W. F. Vinson est élu maire de la ville. Une industrie tournée autour des carrières de gravier se développe en 1912 transformant la ville jusque dans les années 1940. La ville aussi soutenu une usine de briques et l'industrie laitière locale. La National Metal Products s'établit en 1946 dans la ville.
Après la Seconde Guerre mondiale, la ville croît rapidement. La population atteint 1 610 habitants en 1950, 4 242 habitants en 1960 puis 13 855 habitants en 1870. La banlieue nord de Dallas influence la croissance de la ville qui croît de 193 % entre 1970 et 1980 avec une hausse de sa population de 40 595 habitants. En 1983, sa population était de 52 000 puis 82 169 habitants en 1990. En 2010, la population atteint 119 097 habitants.

## Géographie et environnement
Selon le Bureau du recensement des États-Unis, Carrollton a une superificie de 96,1 km2 dont 2,1 km2 d'eau et 94 km2 de terres.
Carrollton est situé dans trois comtés : Dallas, Denton, Collin.

### Climat
Addison est considérée étant une ville située dans une région à climat subtropical humide. En général, le mois de juillet est le plus agréable. Le record de température est de 44,4 °C en 1980. La plus basse température enregistrée est de −17,2 °C en 1989. Le mois de mai est le plus pluvieux de l'année.
| Mois                              | jan. | fév. | mars | avril | mai | juin  | jui. | août | sep. | oct.  | nov. | déc. | année |
| --------------------------------- | ---- | ---- | ---- | ----- | --- | ----- | ---- | ---- | ---- | ----- | ---- | ---- | ----- |
| Température minimale moyenne (°C) | 3    | 5    | 9    | 13    | 18  | 23    | 25   | 25   | 21   | 14    | 9    | 4    | 14,1  |
| Température moyenne (°C)          | 8    | 11   | 15   | 19    | 24  | 28    | 31   | 31   | 26   | 21    | 14   | 9    | 19,8  |
| Température maximale moyenne (°C) | 14   | 16   | 21   | 25    | 29  | 33    | 36   | 36   | 32   | 26    | 19   | 14   | 25,1  |
| Record de froid (°C)              | −17  | −14  | −11  | −1    | 4   | 12    | 16   | 15   | 6    | −3    | −8   | −17  | −1,5  |
| Record de chaleur (°C)            | 31   | 35   | 36   | 38    | 39  | 44    | 44   | 43   | 43   | 38    | 32   | 32   | 37,9  |
| Précipitations (mm)               | 52,3 | 68,6 | 88,6 | 78    | 125 | 104,4 | 56,1 | 47,5 | 72,1 | 121,7 | 73,2 | 69,6 | 957,1 |

| Diagramme climatique                                  |         |         |        |         |           |          |          |          |           |         |         |
| J                                                     | F       | M       | A      | M       | J         | J        | A        | S        | O         | N       | D       |
| 14352,3                                               | 16568,6 | 21988,6 | 251378 | 2918125 | 3323104,4 | 362556,1 | 362547,5 | 322172,1 | 2614121,7 | 19973,2 | 14469,6 |
| Moyennes : • Temp. maxi et mini °C • Précipitation mm |         |         |        |         |           |          |          |          |           |         |         |

## Démographie
Selon le recensement de 2010, la population est de 119 097 habitants avec 43 299 foyers et 31 073 familles. La densité est de 1 239,3 hab./km2.
| Groupes                          | Carrollton | Texas | États-Unis |
| -------------------------------- | ---------- | ----- | ---------- |
| Blancs                           | 63,6       | 70,4  | 72,4       |
| Autres                           | 10,8       | 10,1  | 6,4        |
| Afro-Américains                  | 8,4        | 11,9  | 12,6       |
| Métis                            | 3,1        | 2,5   | 2,7        |
| Asiatiques                       | 13,4       | 3,8   | 4,8        |
| Amérindiens                      | 0,6        | 0,7   | 0,9        |
| Total                            | 100        | 100   | 100        |
|                                  |            |       |            |
| Hispaniques et Latino-Américains | 30,0       | 37,9  | 16,7       |

Carrollton est une ville relativement aisée. Ainsi, entre 2012 et 2016, le revenu par habitant était en moyenne de 33 248 dollars par an, au-dessus de la moyenne du Texas (27 828 dollars) et des États-Unis (29 829 dollars). De plus, seulement 10,3 % des habitants de Carrollton vivaient sous le seuil de pauvreté (contre 15,6 % dans l'État et 12,7 % à l'échelle du pays).
Toutefois, 21,4 % de la population ne possède pas d'assurance maladie, contre 18,6 % au niveau de l'État et 10,1 % au niveau national.

## Économie
| #  | Employeur                           | # d'employés |
| -- | ----------------------------------- | ------------ |
| 1  | Halliburton Energy Services         | 1 302        |
| 2  | McKesson                            | 833          |
| 3  | Hilton Reservations Worldwide       | 900          |
| 4  | Baylor Medical Center at Carrollton | 700          |
| 5  | RealPage                            | 679          |
| 6  | RIA                                 | 650          |
| 7  | AccorHotels North America           | 514          |
| 8  | Western Extrusions                  | 501          |
| 9  | General Aluminum                    | 490          |
| 10 | AER Manufacturing                   | 374          |

La ville accueille aussi les sièges de :
- FASTSIGNS International, Inc.
- Heelys, Inc.
- Jokari
- Woot.com
- RUF (US outlet)
- Home Interiors and Gifts Inc.
- Accor North America
- Sandy Lake Amusement Park

Halliburton a des bureaux pour ses opérations sur le continent nord-américain à Carrollton.

## Gouvernement

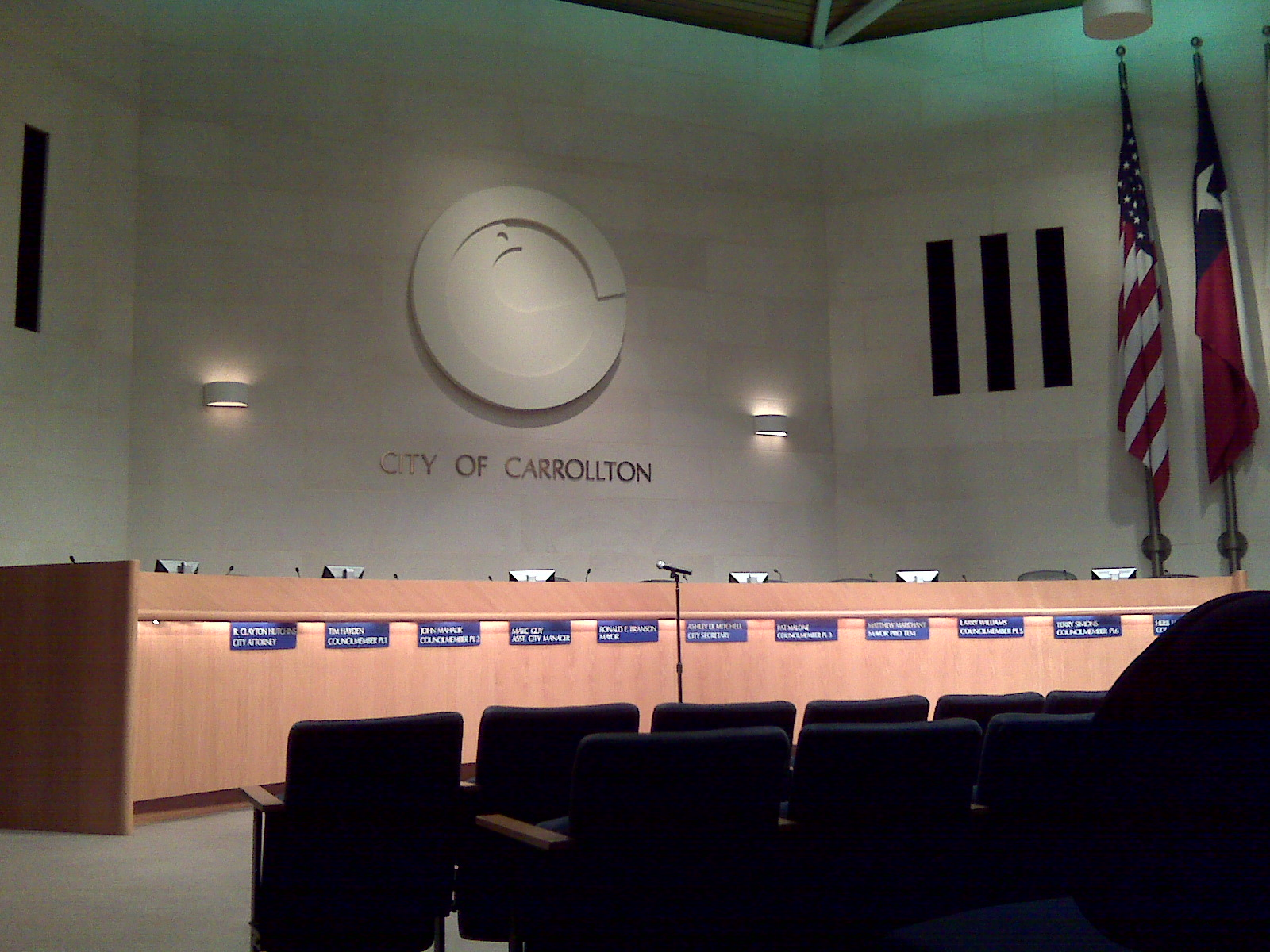
Conseil municipal

La ville de Carrollton a un conseil municipal composé de sept membres en plus du Maire. Le maire actuel est Matthew Marchant.
Le conseil municipal établit les lois de la ville en accord avec les résolutions et ordonnances émises.
Selon le dernier Comprehensive Annual Financial Report, la ville jouit d'un revenu annuel de 164 millions de revenus, de 149,2 millions de dollars de dépenses, 750 millions d'actifs et de 96,5 millions de dollars d'investissements.

## Éducation
La plupart de la ville fait partie du Carrollton-Farmers Branch Independent School District. Le Dallas Independent School District dessert une petite partie de la partie sud de la ville tout comme le Lewisville Independent School District au nord.
Le Dallas Independent School District est en partie constitué de la Jerry R. Junkins Elementary School, de la Walker Middle School, et enfin de la W. T. White High School.
La The Saint Anthony School est une des écoles privées de la ville.
Carrollton a déjà accueilli un campus de la Coram Deo Academy.

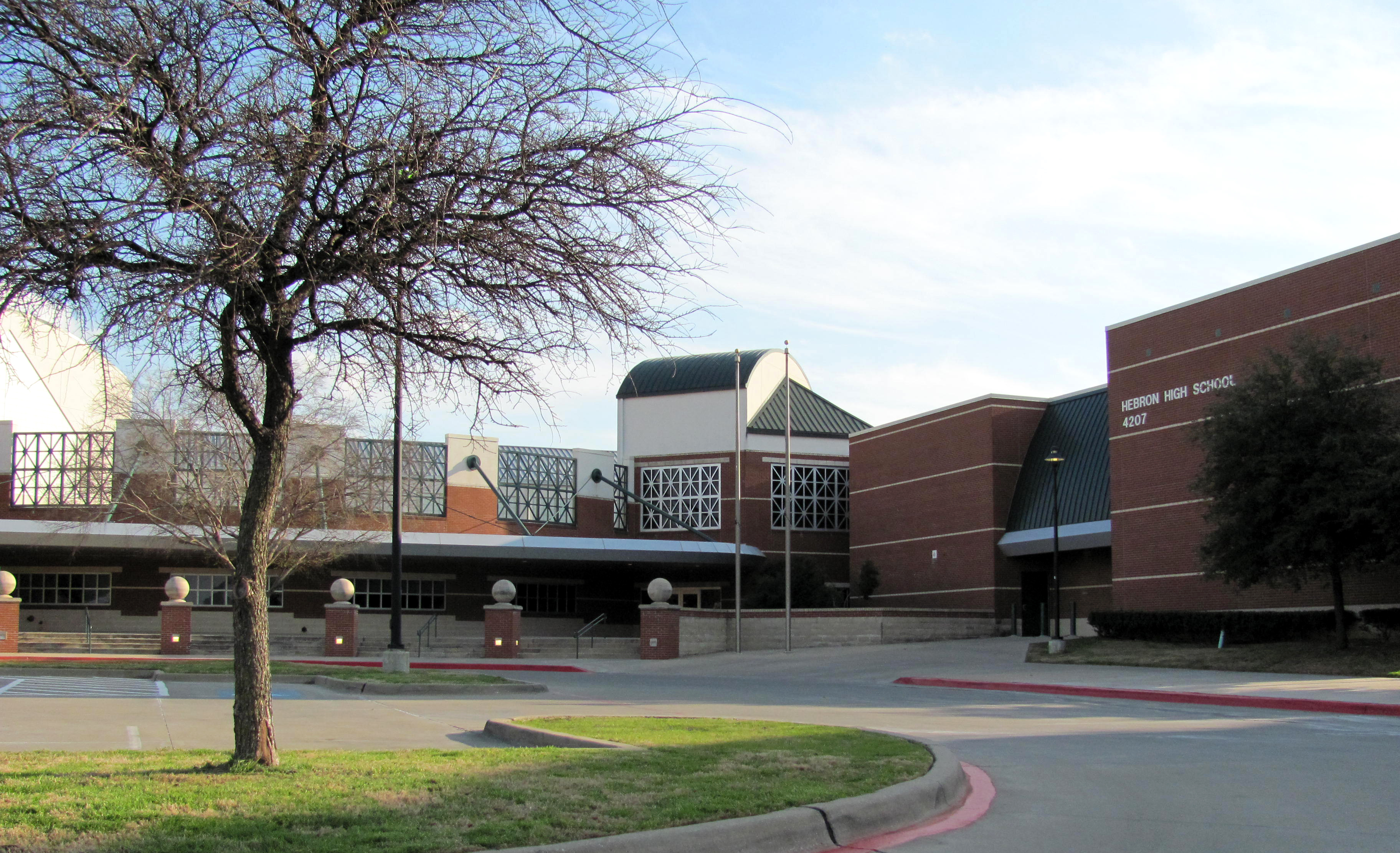
Hebron High School

## Personnalités
- Jason Maxiell, joueur des Pistons de Détroit ayant étudié à Newman Smith School[16]
- Noah Ringer, champion de Taekwondo et acteur[17]
- Taylor Teagarden, joueur des Orioles de Baltimore ayant étudié à Creekview High School[18]
- Robert Matthew "Vanilla Ice" Van Winkle a étudié à R. L. Turner High School[19]
- Deron Williams, joueur des Nets de Brooklyn a été élève à Arbor Creek Middle School

## Jumelages
- Guri, Corée du Sud[20]